# بوتاجيرو
بوتاجيرو أو تونجيرو (باليابانية: 豚汁) هو حساء ياباني مصنوع من لحم الخنزير والخضروات، بنكهة الميسو. وهو نسخة من حساء الميسو، مع كمية أكبر ومتنوعة من المكونات.

## المكونات
يتم تحضير بوتاجيرو عادةً عن طريق طهي قطع لحم الخنزير المقطعة إلى شرائح رفيعة، إلى جانب الخضار، في مرق الداشي، ومنكهة بإذابة الميسو.
تشمل المكونات الإضافية الشائعة جذر القرطب، والكونجاك، والأعشاب البحرية، والبصل الأخضر، وفجل الدايكون، والجزر، والتوفو بما في ذلك التوفو المقلي (أبوراج)، والدرنات مثل البطاطا، والقلقاس أو البطاطا الحلوة، والفطر مثل شيتاكيه وشيميجي.
في حالات نادرة، يمكن استخدام لحم الخنزير المقدد قليل الدهن (غير المقرمش) بدلاً من لحم الخنزير.

## التسمية
يمكن نطق الحرف الياباني للخنزير (豚) إما بـ "بوتا" أو "تون" باللغة اليابانية. يُقال إن اسم بوتاجيرو هو السائد في غرب اليابان وهوكايدو، بينما يُقال إن اسم تونجيرو أكثر شيوعًا في شرق اليابان.
نسخة من الطبق، تحتوي على البطاطا الحلوة، والتي كانت تقدم للمتزلجين في منتجعات التزلج في محافظة نيغاتا حتى عام 1960 تقريبًا، تُعرف باسم سوكي جيرو ("حساء التزلج").